# Puchar Włoch w piłce nożnej
Puchar Włoch w piłce nożnej (wł. Coppa Italia) – cykliczne rozgrywki piłkarskie o charakterze pucharu krajowego we Włoszech. Organizowane co sezon przez Włoski Związek Piłki Nożnej (FIGC) i przeznaczone są dla krajowych klubów piłkarskich. Najważniejsze po Serie A piłkarskie rozgrywki w kraju. Triumfator danej edycji Pucharu zyskuje prawo reprezentowania swego kraju w następnej edycji Ligi Europy.

## Historia
Pierwsza edycja Pucharu Włoch została rozegrana w 1922 roku. Kolejna – w latach 1926–1927, jednak została ona przerwana po 4. rundzie eliminacyjnej. Przerwa w rozgrywkach trwała do sezonu 1935/1936. Ponowna przerwa nastąpiła w trakcie II wojny światowej (z wyjątkiem roku 1943) i trwała aż do 1958. Od tego momentu Puchar Włoch jest rozgrywany regularnie co sezon.

Coccarda przyznawana zwycięzcom Pucharu Włoch

Rozgrywki noszą oficjalną nazwę TIM Cup, od nazwy sponsora – Telecom Italia Mobile. Zwycięzca Pucharu Włoch uzyskuje prawo do noszenia na koszulkach przez cały następny sezon (podobnie jak mistrz Włoch) plakietki (czyli tzw. Coccardy) – scudetto.

## Format
Rozgrywki składają się z ośmiu rund. Zaczynają się w sierpniu, kiedy to w pierwszej rundzie swoje mecze rozgrywają najlepsze zespoły z Lega Pro i Serie D. Zespoły grające w Serie B dołączają do gry w drugiej rundzie, natomiast dwanaście najsłabszych drużyn Serie A z poprzedniego sezonu rozpoczynają rozgrywki od trzeciej rundy (jeżeli nie grają one w eliminacjach europejskich pucharów), która kończy się jeszcze przed końcem sierpnia. Osiem najlepszych zespołów Serie A zaczynają rozgrywki od 1/8 finału. Mecze od czwartej rundy do pierwszych meczów półfinałowych grane są w krótkim czasie. Natomiast rewanżowe mecze półfinałowe rozgrywane są kilka miesięcy później. Finał rozgrywany był w formie dwumeczu po raz ostatni w sezonie 2006/2007. Od tamtego czasu mecz finałowy rozgrywany jest na Stadio Olimpico w Rzymie.
| Faza     | Runda          | Liczba klubów | Liczba nowych zespołów | Zwycięzcy z poprzednich rund | Ilość zespołów rozpoczynających rozgrywki od danej fazy | Ligi zaczynające od danej fazy |
| -------- | -------------- | ------------- | ---------------------- | ---------------------------- | ------------------------------------------------------- | ------------------------------ |
| Pierwsza | Pierwsza runda | 78            | 36                     | brak                         | 36                                                      | Zespoły z Serie C i Serie D    |
| Pierwsza | Druga runda    | 60            | 40                     | 18                           | 22                                                      | Serie B                        |
| Pierwsza | Trzecia runda  | 40            | 32                     | 20                           | 12                                                      | Najsłabsze zespoły Serie A     |
| Pierwsza | Czwarta runda  | 24            | 16                     | 16                           | –                                                       | –                              |
| Druga    | 1/8 finału     | 16            | 16                     | 8                            | 8                                                       | Najlepsze zespoły Serie A      |
| Druga    | Ćwierćfinały   | 8             | 8                      | 8                            | –                                                       | –                              |
| Druga    | Półfinały      | 4             | 4                      | 4                            | –                                                       | –                              |
| Druga    | Finał          | 2             | 2                      | 2                            | –                                                       | –                              |

## Zwycięzcy i finaliści
| 1:0 pd.       |
| ------------- |
| Levratto 118' |

| 5:1                                                              |
| ---------------------------------------------------------------- |
| Galli 7', 70' · Silano 20', 78' · Buscaglia 57' · – Riccardi 16' |

| 1:0       |
| --------- |
| Torti 79' |

| 3:1                                                  |
| ---------------------------------------------------- |
| Bellini 24', 85' · De Filippis 72' · – D'Odorico 35' |

| 2:1                                |
| ---------------------------------- |
| Gabetto 28', 38' · – Baldi III 20' |

| 2:1                                           |
| --------------------------------------------- |
| P. Ferraris II 8' · Frossi 26' · – Romano 59' |

| 1:0         |
| ----------- |
| Celoria 26' |

| 3:3                                                                |
| ------------------------------------------------------------------ |
| Mazzola 37' · Diotalevi 63' · Alberti 68' · – Amadei 14', 16', 19' |

| 1:0      |
| -------- |
| Loik 72' |

| 1:1                          |
| ---------------------------- |
| Bellini 37' · – Cappello 83' |

| 4:1                                                     |
| ------------------------------------------------------- |
| Lushta 29', 69', 71' · Sentimenti 34' (k) · – Boffi 56' |

| 4:0                                             |
| ----------------------------------------------- |
| Ossola 22', 48' · Ferraris II 46' · Mazzola 52' |

| 1:0       |
| --------- |
| Prini 30' |

| 4:1                                                             |
| --------------------------------------------------------------- |
| Charles 7' · Cervato 27', 79' (k.) · Sívori 63' · – Bicicli 36' |

| 3:2 pd.                                                           |
| ----------------------------------------------------------------- |
| Charles 10', 73' · Orzan 97' (s.) · – Montuori 45' · Da Costa 60' |

| 2:0                   |
| --------------------- |
| Petris 4' · Milan 80' |

| 2:1                                      |
| ---------------------------------------- |
| Corelli 12' · Ronzon 78' · – Micheli 16' |

| 3:1                                     |
| --------------------------------------- |
| Domenghini 4', 48', 81' · – Ferrini 83' |

| 1:0        |
| ---------- |
| Nicolé 85' |

| 1:0            |
| -------------- |
| Menichelli 15' |

| 2:1 pd.                                          |
| ------------------------------------------------ |
| Hamrin 30' · Bertini 119' (k.) · – Marchioro 47' |

| 1:0          |
| ------------ |
| Amarildo 49' |

| 2:0                             |
| ------------------------------- |
| Panzanato 49' (s.) · Rosato 78' |

| 1:1 pd. (k. 5:2)                 |
| -------------------------------- |
| Benetti 50' (k.) · – Bettega 15' |

| 1:1 pd. (k. 4:3)                     |
| ------------------------------------ |
| Savoldi 90' (k.) · – Magistrelli 32' |

| 3:2                                                                    |
| ---------------------------------------------------------------------- |
| Casarsa 14' (k.) · Guerini 54' · Rosi 67' · – Bigon 20' · Chiarugi 65' |

| 4:0                                               |
| ------------------------------------------------- |
| Ginulfi 75' (s.) · Braglia 77' · Savoldi 79', 86' |

| 2:0                           |
| ----------------------------- |
| Maldera III 64' · Braglia 89' |

| 2:1                                      |
| ---------------------------------------- |
| Altobelli 18' · Bini 87' · – Restelli 6' |

| 2:1 pd.                                       |
| --------------------------------------------- |
| Brio 83' · Causio 117' · – V.Vito Chimenti 1' |

| 1:1                                  |
| ------------------------------------ |
| Ancelotti 31' · – Santarini 59' (s.) |

| 1:1 pd. (k. 4:2)                       |
| -------------------------------------- |
| Di Bartolomei 62' (k.) · – Cuttone 37' |

| 1:0        |
| ---------- |
| Serena 40' |

| 1:1                           |
| ----------------------------- |
| Altobelli 23' · – Cuttone 13' |

| 0:2                     |
| ----------------------- |
| Penzo 44' · Volpati 51' |

| 3:0 pd.                      |
| ---------------------------- |
| Rossi 8' · Platini 81' (119) |

| 1:1                         |
| --------------------------- |
| Cerezo 49' · – Storgato 72' |

| 1:0                |
| ------------------ |
| M.Ferroni 27' (s.) |

| 1:0         |
| ----------- |
| Souness 24' |

| 2:1                                          |
| -------------------------------------------- |
| Mancini 41' (k.) · Vialli 61' · – Virdis 66' |

| 1:2                                       |
| ----------------------------------------- |
| Tovalieri 45' · – Mancini 19' · Galia 67' |

| 2:0                            |
| ------------------------------ |
| Desideri 43' (k.) · Cerezo 89' |

| 3:0                               |
| --------------------------------- |
| Renica 67' · Muro 71' · Bagni 77' |

| 1:0          |
| ------------ |
| Giordano 85' |

| 2:0                      |
| ------------------------ |
| Briegel 10' · Vialli 33' |

| 1:2 pd.                                                |
| ------------------------------------------------------ |
| Salsano 112' · – Vierchowod 5' (s.) · Paganin 35' (s.) |

| 0:1        |
| ---------- |
| Renica 55' |

| 4:0                                                         |
| ----------------------------------------------------------- |
| Vialli 32' · Cerezo 38' · Vierchowod 46' · Mancini 58' (k.) |

| 1:0       |
| --------- |
| Galia 17' |

| 3:1                                                                  |
| -------------------------------------------------------------------- |
| Pellegrini 12' (s.) · Berthold 35' · Völler 40' (k.) · – Katanec 29' |

| 1:1                                 |
| ----------------------------------- |
| Völler 56' (k.) · – Aldair 79' (s.) |

| 0:1             |
| --------------- |
| Baggio 23' (k.) |

| 2:0                  |
| -------------------- |
| Melli 45' · Osio 61' |

| 3:0                                           |
| --------------------------------------------- |
| Benedetti 17' (s.) · Cois 53' · Fortunato 78' |

| 2:5                                                                                     |
| --------------------------------------------------------------------------------------- |
| Silenzi 45', 53' · – Giannini 22' (k.), k.', 55' (k.) · Rizzitelli 47' · Mihajlović 65' |

| 6:1 |
| --- |
| Vecchiola 50' (s.) · Lombardo 58', 75' · Vierchowod 65' · Bertarelli 80' (k.) · Evani 85' (k.) · – Lupo 72' |

| 1:0         |
| ----------- |
| Porrini 10' |

| 2:0                         |
| --------------------------- |
| Porrini 26' · Ravanelli 54' |

| 1:0           |
| ------------- |
| Batistuta 51' |

| 2:0                         |
| --------------------------- |
| Amoruso 48' · Batistuta 60' |

| 0:1         |
| ----------- |
| Pecchia 21' |

| 3:0 pd.                                |
| -------------------------------------- |
| Maini 21' · Rossi 118' · Iannuzzi 120' |

| 0:1      |
| -------- |
| Weah 90' |

| 3:1                                                           |
| ------------------------------------------------------------- |
| Gottardi 55' · Jugović 58' (k.) · Nesta 65' · – Albertini 46' |

| 1:1                          |
| ---------------------------- |
| Crespo 16' · – Batistuta 81' |

| 2:2                                              |
| ------------------------------------------------ |
| Crespo 42' · Vanoli 71' · – Řepka 48' · Cois 62' |

| 2:1                                     |
| --------------------------------------- |
| Nedvěd 40' · Simeone 52' · – Seedorf 8' |

| 1:0        |
| ---------- |
| Vanoli 86' |

| 1:1                         |
| --------------------------- |
| Gomes 65' · – Milošević 39' |

| 1:2                                             |
| ----------------------------------------------- |
| Nakata 90+2' · – Amoruso 5' (k.) · Zalayeta 57' |

| 1:0       |
| --------- |
| Júnior 3' |

| 4:1                                                              |
| ---------------------------------------------------------------- |
| Serginho 62' (k.) · Ambrosini 70' · Szewczenko 89' · – Totti 28' |

| 2:2                                            |
| ---------------------------------------------- |
| Rivaldo 65' · Inzaghi 90+4' · – Totti 56', 64' |

| 2:0            |
| -------------- |
| Fiore 59', 80' |

| 2:2                                                       |
| --------------------------------------------------------- |
| Corradi 69' · Fiore 83' · – Trezeguet 20' · Del Piero 46' |

| 2:0              |
| ---------------- |
| Adriano 30', 36' |

| 1:0            |
| -------------- |
| Mihajlović 52' |

| 1:1                     |
| ----------------------- |
| Cruz 8' · – Mancini 55' |

| 3:1                                                   |
| ----------------------------------------------------- |
| Cambiasso 6' · Cruz 45+2' · Martins 76' · – Nonda 80' |

| 6:2                                                                                        |
| ------------------------------------------------------------------------------------------ |
| Totti 1' · De Rossi 5' · Perrotta 16' · Mancini 30' · Panucci 54', 89' · – Crespo 20', 56' |

| 1:2                                                   |
| ----------------------------------------------------- |
| Cambiasso 6' · Perrotta 84' · – Crespo 50' · Cruz 55' |

| 2:1                                   |
| ------------------------------------- |
| Mexès 26' · Perrotta 54' · – Pelé 60' |

| 1:1 pd. (k. 6:5)          |
| ------------------------- |
| Zarate 4' · – Pazzini 31' |

| 1:0        |
| ---------- |
| Milito 40' |

| 3:1                                         |
| ------------------------------------------- |
| Eto’o 26', 76' · Milito 90+2' · – Muñoz 88' |

| 2:0                     |
| ----------------------- |
| Cavani 63' · Hamšík 83' |

| 1:0       |
| --------- |
| Lulić 71' |

| 2:0                                             |
| ----------------------------------------------- |
| Insigne 11', 17' · Mertens 90+2' · – Vargas 28' |

| 2:1 pd.                               |
| ------------------------------------- |
| Chiellini 11' · Matri 97' · – Radu 4' |

| 1:0 pd.     |
| ----------- |
| Morata 110' |

| 2:0                     |
| ----------------------- |
| Alves 12' · Bonucci 24' |

| 4:0                                                     |
| ------------------------------------------------------- |
| Benatia 56', 64' · Douglas Costa 61' · Kalinić 76' (s.) |

| 2:0                               |
| --------------------------------- |
| Milinković-Savić 82' · Correa 90' |

| 2:1                                            |
| ---------------------------------------------- |
| Kulusevski 31' · Chiesa 73' · – Malinowski 41' |

| 4:2 pd.                                                                                 |
| --------------------------------------------------------------------------------------- |
| Barella 6' · Çalhanoğlu 80' (k.) · Perišić 99' (k.), 102' · – Sandro 50' · Vlahović 52' |

| 2:1                                |
| ---------------------------------- |
| La. Martínez 29', 37'– González 3' |

| 1:0         |
| ----------- |
| Vlahović 4' |

| 1:0       |
| --------- |
| Ndoye 53' |

| 1:0 pd.       |
| ------------- |
| Levratto 118' |

| 5:1                                                              |
| ---------------------------------------------------------------- |
| Galli 7', 70' · Silano 20', 78' · Buscaglia 57' · – Riccardi 16' |

| 1:0       |
| --------- |
| Torti 79' |

| 3:1                                                  |
| ---------------------------------------------------- |
| Bellini 24', 85' · De Filippis 72' · – D'Odorico 35' |

| 2:1                                |
| ---------------------------------- |
| Gabetto 28', 38' · – Baldi III 20' |

| 2:1                                           |
| --------------------------------------------- |
| P. Ferraris II 8' · Frossi 26' · – Romano 59' |

| 1:0         |
| ----------- |
| Celoria 26' |

| 3:3                                                                |
| ------------------------------------------------------------------ |
| Mazzola 37' · Diotalevi 63' · Alberti 68' · – Amadei 14', 16', 19' |

| 1:0      |
| -------- |
| Loik 72' |

| 1:1                          |
| ---------------------------- |
| Bellini 37' · – Cappello 83' |

| 4:1                                                     |
| ------------------------------------------------------- |
| Lushta 29', 69', 71' · Sentimenti 34' (k) · – Boffi 56' |

| 4:0                                             |
| ----------------------------------------------- |
| Ossola 22', 48' · Ferraris II 46' · Mazzola 52' |

| 1:0       |
| --------- |
| Prini 30' |

| 4:1                                                             |
| --------------------------------------------------------------- |
| Charles 7' · Cervato 27', 79' (k.) · Sívori 63' · – Bicicli 36' |

| 3:2 pd.                                                           |
| ----------------------------------------------------------------- |
| Charles 10', 73' · Orzan 97' (s.) · – Montuori 45' · Da Costa 60' |

| 2:0                   |
| --------------------- |
| Petris 4' · Milan 80' |

| 2:1                                      |
| ---------------------------------------- |
| Corelli 12' · Ronzon 78' · – Micheli 16' |

| 3:1                                     |
| --------------------------------------- |
| Domenghini 4', 48', 81' · – Ferrini 83' |

| 1:0        |
| ---------- |
| Nicolé 85' |

| 1:0            |
| -------------- |
| Menichelli 15' |

| 2:1 pd.                                          |
| ------------------------------------------------ |
| Hamrin 30' · Bertini 119' (k.) · – Marchioro 47' |

| 1:0          |
| ------------ |
| Amarildo 49' |

| 2:0                             |
| ------------------------------- |
| Panzanato 49' (s.) · Rosato 78' |

| 1:1 pd. (k. 5:2)                 |
| -------------------------------- |
| Benetti 50' (k.) · – Bettega 15' |

| 1:1 pd. (k. 4:3)                     |
| ------------------------------------ |
| Savoldi 90' (k.) · – Magistrelli 32' |

| 3:2                                                                    |
| ---------------------------------------------------------------------- |
| Casarsa 14' (k.) · Guerini 54' · Rosi 67' · – Bigon 20' · Chiarugi 65' |

| 4:0                                               |
| ------------------------------------------------- |
| Ginulfi 75' (s.) · Braglia 77' · Savoldi 79', 86' |

| 2:0                           |
| ----------------------------- |
| Maldera III 64' · Braglia 89' |

| 2:1                                      |
| ---------------------------------------- |
| Altobelli 18' · Bini 87' · – Restelli 6' |

| 2:1 pd.                                       |
| --------------------------------------------- |
| Brio 83' · Causio 117' · – V.Vito Chimenti 1' |

| 1:1                                  |
| ------------------------------------ |
| Ancelotti 31' · – Santarini 59' (s.) |

| 1:1 pd. (k. 4:2)                       |
| -------------------------------------- |
| Di Bartolomei 62' (k.) · – Cuttone 37' |

| 1:0        |
| ---------- |
| Serena 40' |

| 1:1                           |
| ----------------------------- |
| Altobelli 23' · – Cuttone 13' |

| 0:2                     |
| ----------------------- |
| Penzo 44' · Volpati 51' |

| 3:0 pd.                      |
| ---------------------------- |
| Rossi 8' · Platini 81' (119) |

| 1:1                         |
| --------------------------- |
| Cerezo 49' · – Storgato 72' |

| 1:0                |
| ------------------ |
| M.Ferroni 27' (s.) |

| 1:0         |
| ----------- |
| Souness 24' |

| 2:1                                          |
| -------------------------------------------- |
| Mancini 41' (k.) · Vialli 61' · – Virdis 66' |

| 1:2                                       |
| ----------------------------------------- |
| Tovalieri 45' · – Mancini 19' · Galia 67' |

| 2:0                            |
| ------------------------------ |
| Desideri 43' (k.) · Cerezo 89' |

| 3:0                               |
| --------------------------------- |
| Renica 67' · Muro 71' · Bagni 77' |

| 1:0          |
| ------------ |
| Giordano 85' |

| 2:0                      |
| ------------------------ |
| Briegel 10' · Vialli 33' |

| 1:2 pd.                                                |
| ------------------------------------------------------ |
| Salsano 112' · – Vierchowod 5' (s.) · Paganin 35' (s.) |

| 0:1        |
| ---------- |
| Renica 55' |

| 4:0                                                         |
| ----------------------------------------------------------- |
| Vialli 32' · Cerezo 38' · Vierchowod 46' · Mancini 58' (k.) |

| 1:0       |
| --------- |
| Galia 17' |

| 3:1                                                                  |
| -------------------------------------------------------------------- |
| Pellegrini 12' (s.) · Berthold 35' · Völler 40' (k.) · – Katanec 29' |

| 1:1                                 |
| ----------------------------------- |
| Völler 56' (k.) · – Aldair 79' (s.) |

| 0:1             |
| --------------- |
| Baggio 23' (k.) |

| 2:0                  |
| -------------------- |
| Melli 45' · Osio 61' |

| 3:0                                           |
| --------------------------------------------- |
| Benedetti 17' (s.) · Cois 53' · Fortunato 78' |

| 2:5                                                                                     |
| --------------------------------------------------------------------------------------- |
| Silenzi 45', 53' · – Giannini 22' (k.), k.', 55' (k.) · Rizzitelli 47' · Mihajlović 65' |

| 6:1 |
| --- |
| Vecchiola 50' (s.) · Lombardo 58', 75' · Vierchowod 65' · Bertarelli 80' (k.) · Evani 85' (k.) · – Lupo 72' |

| 1:0         |
| ----------- |
| Porrini 10' |

| 2:0                         |
| --------------------------- |
| Porrini 26' · Ravanelli 54' |

| 1:0           |
| ------------- |
| Batistuta 51' |

| 2:0                         |
| --------------------------- |
| Amoruso 48' · Batistuta 60' |

| 0:1         |
| ----------- |
| Pecchia 21' |

| 3:0 pd.                                |
| -------------------------------------- |
| Maini 21' · Rossi 118' · Iannuzzi 120' |

| 0:1      |
| -------- |
| Weah 90' |

| 3:1                                                           |
| ------------------------------------------------------------- |
| Gottardi 55' · Jugović 58' (k.) · Nesta 65' · – Albertini 46' |

| 1:1                          |
| ---------------------------- |
| Crespo 16' · – Batistuta 81' |

| 2:2                                              |
| ------------------------------------------------ |
| Crespo 42' · Vanoli 71' · – Řepka 48' · Cois 62' |

| 2:1                                     |
| --------------------------------------- |
| Nedvěd 40' · Simeone 52' · – Seedorf 8' |

| 1:0        |
| ---------- |
| Vanoli 86' |

| 1:1                         |
| --------------------------- |
| Gomes 65' · – Milošević 39' |

| 1:2                                             |
| ----------------------------------------------- |
| Nakata 90+2' · – Amoruso 5' (k.) · Zalayeta 57' |

| 1:0       |
| --------- |
| Júnior 3' |

| 4:1                                                              |
| ---------------------------------------------------------------- |
| Serginho 62' (k.) · Ambrosini 70' · Szewczenko 89' · – Totti 28' |

| 2:2                                            |
| ---------------------------------------------- |
| Rivaldo 65' · Inzaghi 90+4' · – Totti 56', 64' |

| 2:0            |
| -------------- |
| Fiore 59', 80' |

| 2:2                                                       |
| --------------------------------------------------------- |
| Corradi 69' · Fiore 83' · – Trezeguet 20' · Del Piero 46' |

| 2:0              |
| ---------------- |
| Adriano 30', 36' |

| 1:0            |
| -------------- |
| Mihajlović 52' |

| 1:1                     |
| ----------------------- |
| Cruz 8' · – Mancini 55' |

| 3:1                                                   |
| ----------------------------------------------------- |
| Cambiasso 6' · Cruz 45+2' · Martins 76' · – Nonda 80' |

| 6:2                                                                                        |
| ------------------------------------------------------------------------------------------ |
| Totti 1' · De Rossi 5' · Perrotta 16' · Mancini 30' · Panucci 54', 89' · – Crespo 20', 56' |

| 1:2                                                   |
| ----------------------------------------------------- |
| Cambiasso 6' · Perrotta 84' · – Crespo 50' · Cruz 55' |

| 2:1                                   |
| ------------------------------------- |
| Mexès 26' · Perrotta 54' · – Pelé 60' |

| 1:1 pd. (k. 6:5)          |
| ------------------------- |
| Zarate 4' · – Pazzini 31' |

| 1:0        |
| ---------- |
| Milito 40' |

| 3:1                                         |
| ------------------------------------------- |
| Eto’o 26', 76' · Milito 90+2' · – Muñoz 88' |

| 2:0                     |
| ----------------------- |
| Cavani 63' · Hamšík 83' |

| 1:0       |
| --------- |
| Lulić 71' |

| 2:0                                             |
| ----------------------------------------------- |
| Insigne 11', 17' · Mertens 90+2' · – Vargas 28' |

| 2:1 pd.                               |
| ------------------------------------- |
| Chiellini 11' · Matri 97' · – Radu 4' |

| 1:0 pd.     |
| ----------- |
| Morata 110' |

| 2:0                     |
| ----------------------- |
| Alves 12' · Bonucci 24' |

| 4:0                                                     |
| ------------------------------------------------------- |
| Benatia 56', 64' · Douglas Costa 61' · Kalinić 76' (s.) |

| 2:0                               |
| --------------------------------- |
| Milinković-Savić 82' · Correa 90' |

| 2:1                                            |
| ---------------------------------------------- |
| Kulusevski 31' · Chiesa 73' · – Malinowski 41' |

| 4:2 pd.                                                                                 |
| --------------------------------------------------------------------------------------- |
| Barella 6' · Çalhanoğlu 80' (k.) · Perišić 99' (k.), 102' · – Sandro 50' · Vlahović 52' |

| 2:1                                |
| ---------------------------------- |
| La. Martínez 29', 37'– González 3' |

| 1:0         |
| ----------- |
| Vlahović 4' |

| 1:0       |
| --------- |
| Ndoye 53' |

Uwagi:

- wytłuszczono nazwy zespołów, które w tym samym roku wywalczyły mistrzostwo i Puchar kraju,
- kursywą oznaczone zespoły, które w meczu finałowym nie występowały w najwyższej klasie rozgrywkowej.
- skreślono rozgrywki nieoficjalne.

## Statystyka

### Klasyfikacja według klubów
W dotychczasowej historii oficjalnych rozgrywek o Puchar Włoch na podium oficjalnie stawało w sumie 28 drużyn. Liderem klasyfikacji jest Juventus F.C., który zdobył 15 Pucharów.
Stan na 15.05.2025.
| Lp. | Klub            | Zdobywca | Finalista     | Zwycięskie sezony                                    | Przegrane finały                                           |    |   |                                                                                          |                                          |
| --- | --------------- | -------- | ------------- | ---------------------------------------------------- | ---------------------------------------------------------- | -- | - | ---------------------------------------------------------------------------------------- | ---------------------------------------- |
| Lp. | Klub            | 1.       | Juventus F.C. | Zwycięskie sezony                                    | Przegrane finały                                           | 15 | 7 | 1938, 1942, 1959, 1960, 1965, 1979, 1983, 1990, 1995, 2015, 2016, 2017, 2018, 2021, 2024 | 1973, 1992, 2002, 2004, 2012, 2020, 2022 |
| 2.  | AS Roma         | 9        | 8             | 1964, 1969, 1980, 1981, 1984, 1986, 1991, 2007, 2008 | 1937, 1941, 1993, 2003, 2005, 2006, 2010, 2013             |    |   |                                                                                          |                                          |
| 3.  | Inter Mediolan  | 9        | 6             | 1939, 1978, 1982, 2005, 2006, 2010, 2011, 2022, 2023 | 1959, 1965, 1977, 2000, 2007, 2008                         |    |   |                                                                                          |                                          |
| 4.  | S.S. Lazio      | 7        | 3             | 1958, 1998, 2000, 2004, 2009, 2013, 2019             | 1961, 2015, 2017                                           |    |   |                                                                                          |                                          |
| 5.  | ACF Fiorentina  | 6        | 5             | 1940, 1961, 1966, 1975, 1996, 2001                   | 1958, 1960, 1999, 2014, 2023                               |    |   |                                                                                          |                                          |
| 6.  | SSC Napoli      | 6        | 4             | 1962, 1976, 1987, 2012, 2014, 2020                   | 1972, 1978, 1989, 1997                                     |    |   |                                                                                          |                                          |
| 7.  | A.C. Milan      | 5        | 9             | 1967, 1972, 1973, 1977, 2003                         | 1942, 1968, 1971, 1975, 1985, 1990, 1998, 2016, 2018, 2025 |    |   |                                                                                          |                                          |
| 8.  | AC Torino       | 5        | 8             | 1936, 1943, 1968, 1971, 1993                         | 1938, 1963, 1964, 1970, 1980, 1981, 1982, 1988             |    |   |                                                                                          |                                          |
| 9.  | UC Sampdoria    | 4        | 3             | 1985, 1988, 1989, 1994                               | 1986, 1991, 2009                                           |    |   |                                                                                          |                                          |
| 10. | AC Parma        | 3        | 2             | 1992, 1999, 2002                                     | 1995, 2001                                                 |    |   |                                                                                          |                                          |
| 11. | FC Bologna      | 3        | 0             | 1970, 1974, 2025                                     |                                                            |    |   |                                                                                          |                                          |
| 12. | Atalanta BC     | 1        | 5             | 1963                                                 | 1987, 1996, 2019, 2021, 2024                               |    |   |                                                                                          |                                          |
| 13. | Genoa CFC       | 1        | 1             | 1937                                                 | 1940                                                       |    |   |                                                                                          |                                          |
| 13. | AC Venezia      | 1        | 1             | 1941                                                 | 1943                                                       |    |   |                                                                                          |                                          |
| 15. | FC Vado         | 1        | 0             | 1922                                                 |                                                            |    |   |                                                                                          |                                          |
| 15. | AC Vicenza      | 1        | 0             | 1997                                                 |                                                            |    |   |                                                                                          |                                          |
| 17. | US Palermo      | 0        | 3             |                                                      | 1974, 1979, 2011                                           |    |   |                                                                                          |                                          |
| 17. | Hellas Verona   | 0        | 3             |                                                      | 1976, 1983, 1984                                           |    |   |                                                                                          |                                          |
| 19. | Cagliari Calcio | 0        | 2             |                                                      | 1969, 1970                                                 |    |   |                                                                                          |                                          |
| 20. | US Alessandria  | 0        | 1             |                                                      | 1936                                                       |    |   |                                                                                          |                                          |
| 20. | Ancona Calcio   | 0        | 1             |                                                      | 1994                                                       |    |   |                                                                                          |                                          |
| 20. | US Catanzaro    | 0        | 1             |                                                      | 1966                                                       |    |   |                                                                                          |                                          |
| 20. | US Foggia       | 0        | 1             |                                                      | 1969                                                       |    |   |                                                                                          |                                          |
| 20. | Novara Calcio   | 0        | 1             |                                                      | 1939                                                       |    |   |                                                                                          |                                          |
| 20. | Padova Calcio   | 0        | 1             |                                                      | 1967                                                       |    |   |                                                                                          |                                          |
| 20. | SPAL            | 0        | 1             |                                                      | 1962                                                       |    |   |                                                                                          |                                          |
| 20. | Udinese Calcio  | 0        | 1             |                                                      | 1922                                                       |    |   |                                                                                          |                                          |
| 20. | Varese FC       | 0        | 1             |                                                      | 1970                                                       |    |   |                                                                                          |                                          |

### Klasyfikacja według miast
Stan na 15.05.2024.
| Miasto      | Liczba tytułów | Kluby                              |
| ----------- | -------------- | ---------------------------------- |
| Turyn       | 20             | Juventus F.C. (15), AC Torino (5)  |
| Rzym        | 16             | AS Roma (9), S.S. Lazio (7)        |
| Mediolan    | 14             | Inter Mediolan (9), A.C. Milan (5) |
| Florencja   | 6              | ACF Fiorentina (6)                 |
| Neapol      | 6              | SSC Napoli (6)                     |
| Genua       | 5              | UC Sampdoria (4), Genoa CFC (1)    |
| Parma       | 3              | AC Parma (3)                       |
| Bolonia     | 3              | FC Bologna (3)                     |
| Bergamo     | 1              | Atalanta BC (1)                    |
| Vado Ligure | 1              | FC Vado (1)                        |
| Vicenza     | 1              | AC Vicenza (1)                     |
| Wenecja     | 1              | AC Venezia (1)                     |